# Isolotti Borogna
Gli isolotti Borogna, scogli Brugnac o Borovgnak (in croato: Borovnjak Veli e Borovnjak Mali) sono due isolotti della Croazia, situati a ovest di Sebenico, tra le isole di Cacan e Capri, che fanno parte dell'arcipelago di Sebenico. Amministrativamente appartengono alla regione di Sebenico e Tenin come frazione del comune di Sebenico.

## Geografia
Gli isolotti, ambedue di forma arrotondata, sono situati nel canale di Cacan (Kakanski kanal), il tratto di mare che divide Cacan da Capri, a nord di valle Pocuccina (uvala Potkućina), o valle Brugnac, la maggiore insenatura di Cacan, e a ovest di punta Ivanisca (rt Remetić) che si trova sul lato occidentale di Capri.
- Borogna Grande[8] (Borovnjak Veli), dista solo 200 m[1] da Cacan e si trova a est di valle Nadprisliga[2] (uvala Natprisliga); ha una superficie di 0,234 km²[9], uno sviluppo costiero di 1,81 km[9] e un'altezza di 26 m[1].
- Borogna Piccolo[8] (Borovnjak Mali), 200 m[1] a sud est di Borogna Grande, dista circa 500 m[1] da punta Acuta[10] (rt Oštrica) e 820 m[1] da punta Ivanisca. L'isolotto ha una superficie di 0,107 km²[9], uno sviluppo costiero di 1,21 km[9] e un'altezza di 28 m[1] 43°41′54″N 15°40′10″E.

### Cartografia
- (HR) Mappa topografica della Croazia 1:25000, su preglednik.arkod.hr. URL consultato il 15 giugno 2017.
- G. Giani, Carta prospettiva delle Comuni censuarie della Dalmazia, foglio 6, 1839. Fondo Miscellanea cartografica catastale, Archivio di Stato di Trieste.
- Carta di cabottaggio del mare Adriatico, foglio VII, Milano, Istituto geografico militare, 1822-1824. URL consultato il 29 dicembre 2016 (archiviato dall'url originale il 13 aprile 2013).